# Musikåret 1912

## Händelser
- 28 februari – Carl Nielsens tredje symfoni (Sinfonia Espansiva) uruppförs i Köpenhamn av Det Kongelige Kapel under ledning av tonsättaren. Vid samma konsert uruppfördes också Nielsens violinkonsert med Peder Møller som solist.
- 26 juni – Gustav Mahlers 9:e symfoni uruppförs av Wiener Philharmoniker under ledning av Bruno Walter.
- okänt datum – Columbia slutar spela in fonografrullar.[1]
- okänt datum – Tyska skivmärket Odeon börjar med inspelningar i Skandinavien.[2]
- okänt datum – Tyska skivmärket Favorite slutar göra svenska inspelningar.[3]

## Födda
- 6 januari – Johnny Bode, svensk textförfattare och sångare.
- 26 januari – Gösta Kjellertz, svensk sångare.
- 12 februari – Thore Christiansen, svensk sångare (baryton).
- 16 februari – Machito eg. Frank Grillo, kubansk sångare.
- 17 februari – Birgit Lennartsson, svensk skådespelare och sångare.
- 19 februari – Stan Kenton, amerikansk orkesterledare.
- 14 mars – Les Brown, amerikansk storbandsledare.
- 2 april – Sigvard Törnqvist, svensk ryttare och kompositör.
- 13 maj – Gil Evans, amerikansk jazzpianist, arrangör, kompositör och orkesterledare
- 18 maj – Perry Como, amerikansk populärsångare och TV-idol.
- 21 maj – Sven Melin, svensk skådespelare och sångare.
- 21 maj – Lille Bror Söderlundh, svensk tonsättare och vissångare.
- 23 maj – Jean Francaix, fransk tonsättare.
- 28 juni – Sergiu Celibidache, rumänsk dirigent.
- 29 maj – Herbert Wahlberg, svensk kompositör och orkesterledare.
- 6 juli – Ruth Moberg, svensk skådespelare och operasångare (sopran).
- 14 juli – Woody Guthrie, amerikansk musiker.
- 14 juli – Per-Martin Hamberg, svensk kompositör, manusförfattare, regissör och radioproducent.
- 5 september – John Cage, amerikansk tonsättare och ljudkonstnär.
- 21 september – Gösta Björling, svensk operasångare (tenor).
- 14 november – Åke Jensen, svensk skådespelare och sångare.
- 26 november – Hans Schreiber, dansk kompositör.
- 26 november – Gunnar Sønstevold, norsk kompositör, arrangör av filmmusik.
- 29 december – Thore Ehrling, svensk kompositör, arrangör av filmmusik, orkesterledare och musiker.

## Avlidna
- 31 augusti – Jules Massenet, 70, fransk kompositör.
- 9 november – Gustav Jacobsthal, 67, tysk musikhistoriker och kompositör.

### Fotnoter
1. ↑  ”78:or & film”. Arkiverad från originalet den 27 februari 2019. https://web.archive.org/web/20190227060228/http://musiknostalgi.atspace.cc/columbia.htm. Läst 3 juni 2011.
2. ↑  ”78:or & film”. Arkiverad från originalet den 31 mars 2019. https://web.archive.org/web/20190331103323/http://musiknostalgi.atspace.cc/odeon.htm. Läst 3 juni 2011.
3. ↑  ”78:or & film”. Arkiverad från originalet den 22 juni 2019. https://web.archive.org/web/20190622014700/http://musiknostalgi.atspace.cc/favorite.htm. Läst 3 juni 2011.